# Cité Voltaire
Pour l’article homonyme, voir Voltaire (homonymie).
La cité Voltaire est une voie du 11e arrondissement de Paris, en France.

## Situation et accès
La cité Voltaire est une voie publique située dans le 11e arrondissement de Paris. Elle débute au 205, boulevard Voltaire et se termine par deux branches parallèles, toutes les deux en impasse.

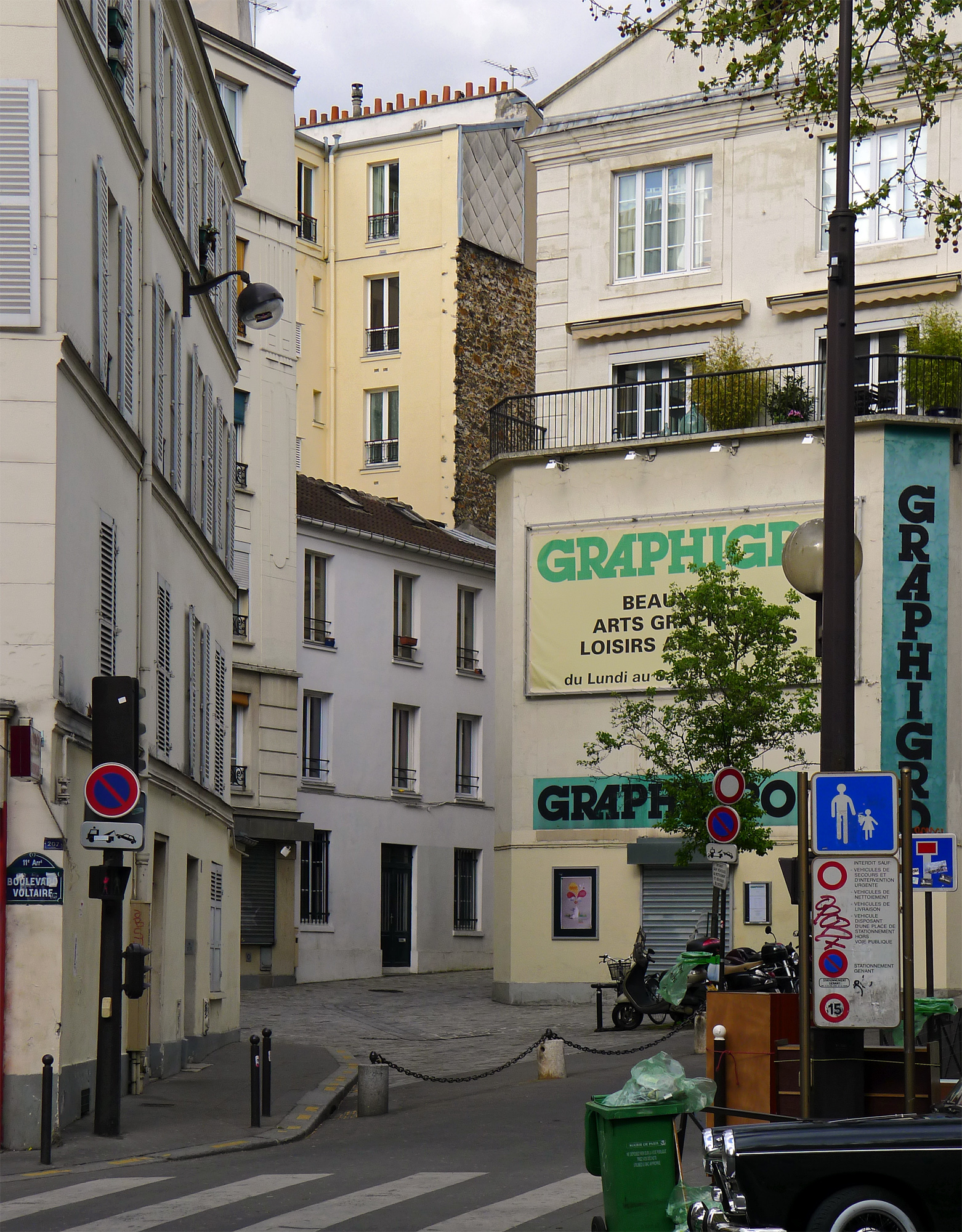
Entrée de la cité.
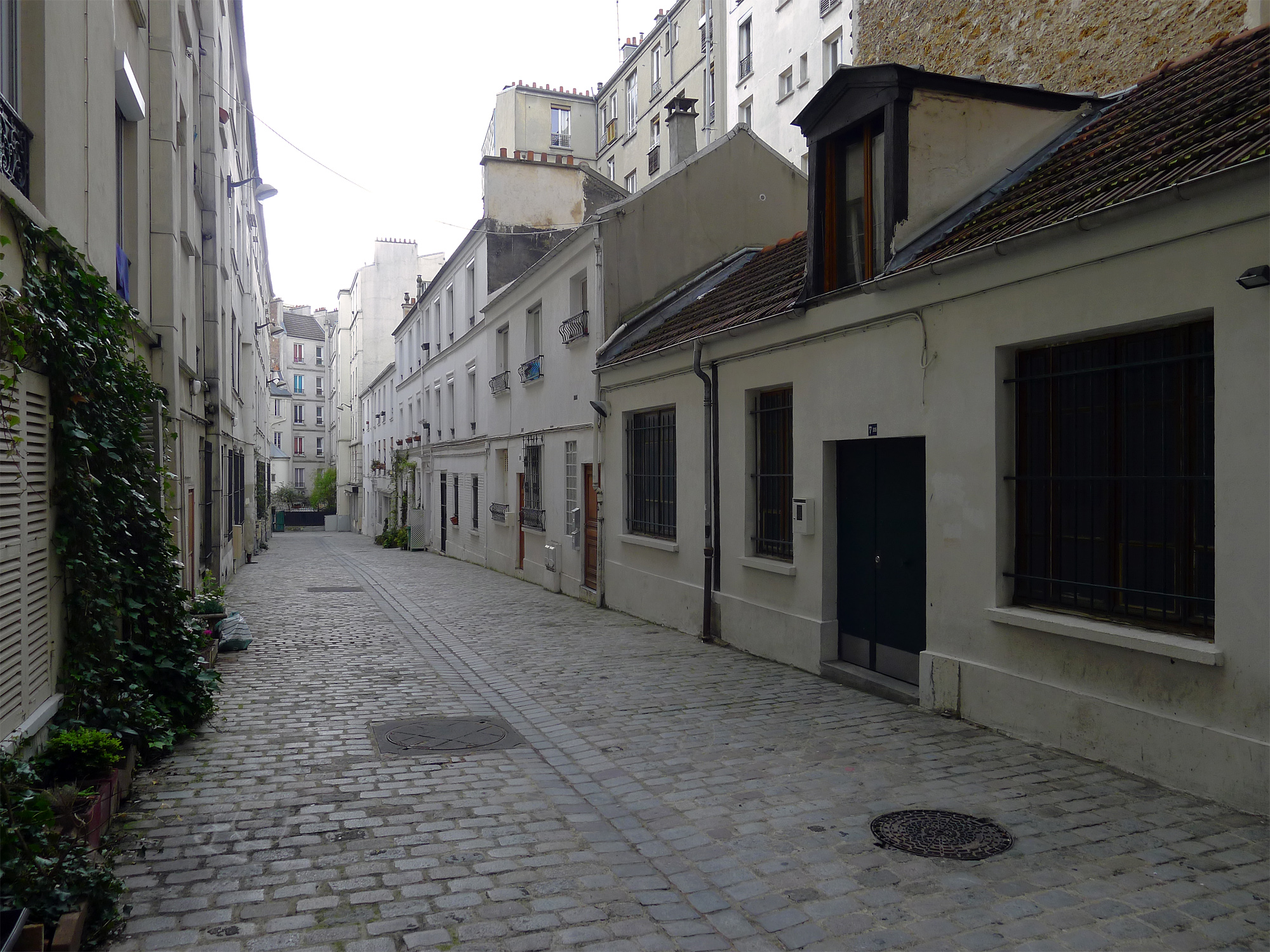
Branche nord, vue de son extrémité.
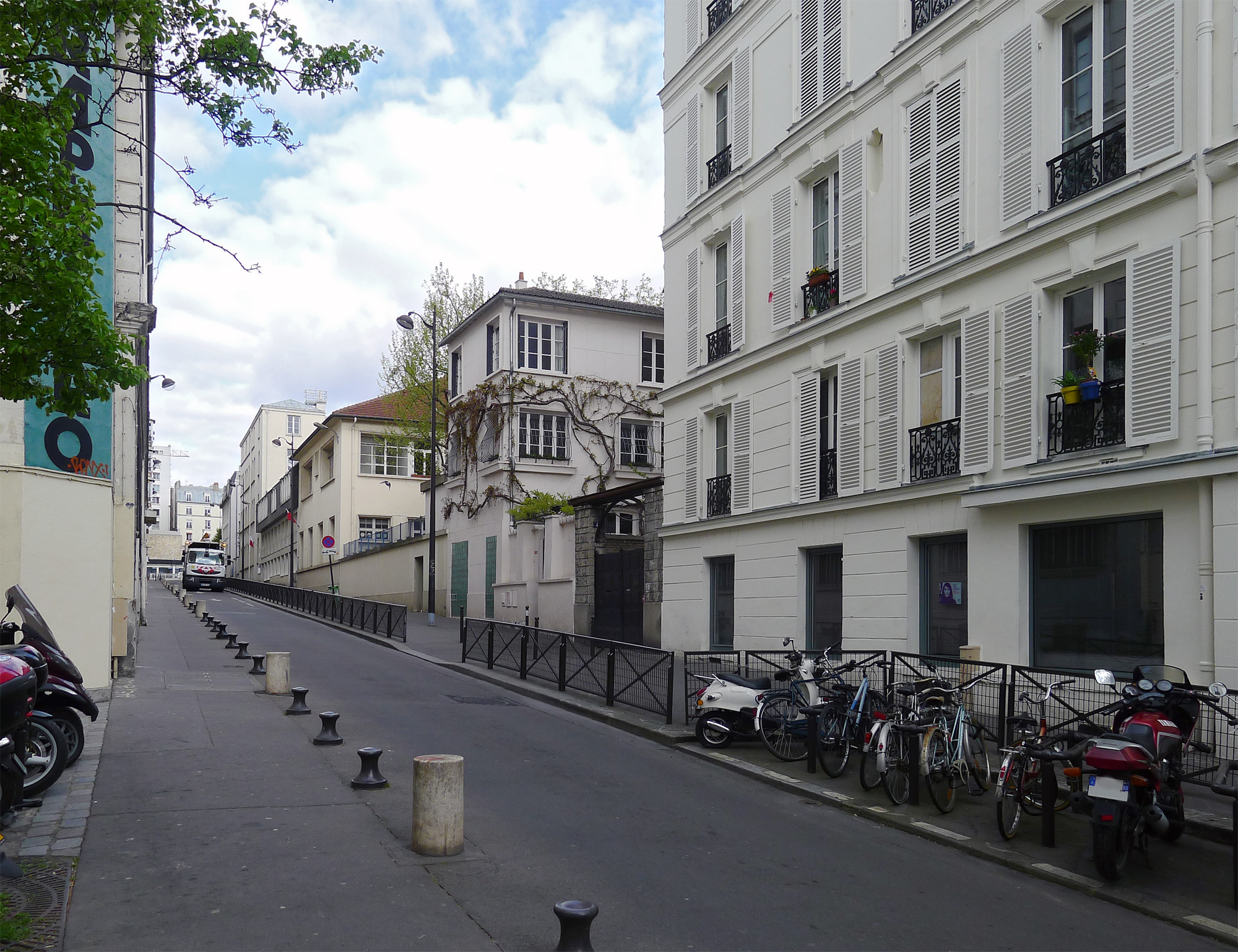
Branche sud, vue en direction de son extrémité.

## Origine du nom
Cette voie porte le nom de l'écrivain français François-Marie Arouet, dit Voltaire. en raison de sa proximité avec le boulevard éponyme.

## Historique
Nommée précédemment « cité du prince Eugène », elle est classée dans la voirie parisienne par arrêté municipal du 2 juillet 1993.